# Sertaneja Balão
Galinha Sertaneja Balão é uma raça de galináceos domésticos (Gallus gallus domesticus) de grande porte surgida no Brasil, no nordeste brasileiro, mais especificamente no estado da Bahia.

## História
A raça Sertaneja Balão é uma ave pesada/corpulenta (possuem muita carne no peito e coxa). São descendentes de galinhas chamadas no nordeste de galinha balão (também chamada de galinha gigante caipira balão ou galinha capoeira gigante) que era um termo genérico usado há muito tempo para definir galinhas de grande peso encontrada em muitas aves da região, não se tratando de uma raça específica com características físicas bem uniformes. Mais especificamente na cidade de Baixa Grande, na Bahia, que houve uma seleção por criadores locais das melhores galinhas balão da região, trabalho encabeçado inicialmente pelo criador José de Abdias a partir da década de 50. Com o passar do tempo e com cruzamentos direcionados se formou um tipo de galinha que já tinha suas diferenças das galinhas que foram usadas em sua formação, sendo chamada inicialmente de galinha balão de Baixa Grande, sendo posteriormente renomeada para galinha Sertaneja Balão. Provavelmente a galinha balão original e a galinha Sertaneja Balão são descendentes de galináceos trazidos pelos portugueses para o Brasil ao longo da colonização. Recentemente foi criada na cidade de Baixa Grande a Associação de Criadores de Galinha Sertaneja Balão para dar força a raça e padronizar os procedimentos e estudos de criação, reprodução, padrão racial, registros de criadores da raça e promoção da mesma.

## Características raciais
A galinha Sertaneja Balão se destaca pelo porte físico, admitindo-se indivíduos a partir de 3 quilos, mas há diversas medições documentadas de fêmeas com 5 quilos e machos com 6 quilos, sendo que há indivíduos mais pesados para ambos os sexos. Os criadores tem selecionado os animais com foco para aumentar o peso dos exemplares a raça, objetivando fixar o peso de pelo menos 6 quilos para fêmeas e 8 quilos para os machos.
É uma galinha rústica. A raça possui topete e pode ter um pouco de penas nas pernas. São aceitas todas as cores de penas e as pernas só se aceita na cor amarela.
No momento é uma ave de tripla aptidão: melhoramento genético ao se cruzar ela com outras raças ou galinhas sem raças definidas para gerar descendentes de porte maior, corte e ornamental, por conta da sua rica plumagem diferenciada.

## Melhoramentos genéticos
Por ser uma raça nova, a galinha Sertaneja Balão está ainda em processo de formação e melhoramentos, ainda que suas características gerais já tenham sido definidas pelos criadores de Baixa Grande na Bahia. Deste modo, ainda é uma raça que pode ainda passar por diversos melhoramentos de seleção, definindo melhor suas características, como é o caso do aumento do peso dos exemplares da raça, trabalho que já tem sido feito.